# 1964 en escrime
Cet article présente les faits marquants de l'année 1964 en escrime.

## Évènements

### Jeux olympiques et paralympiques
- Escrime aux Jeux olympiques d'été de 1964
- Escrime aux Jeux paralympiques d'été de 1964